# Nippononeta kurilensis
Nippononeta kurilensis là một loài nhện trong họ Linyphiidae.
Loài này thuộc chi Nippononeta. Nippononeta kurilensis được Kirill Yuryevich Eskov miêu tả năm 1992.